# Elena de Orleans

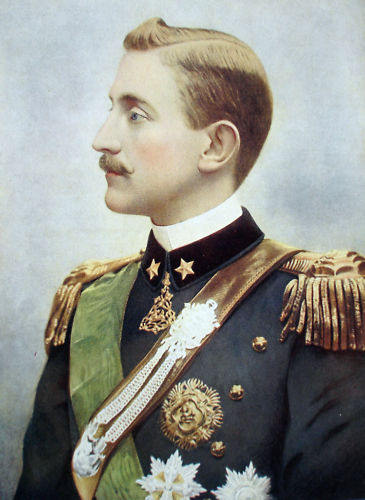
Manuel Filiberto de Saboya, primer esposo de Elena.

Elena de Orleans (en francés: Hélène d'Orléans; Twickenham, 13 de junio de 1871-Castellammare di Stabia, 21 de enero de 1951) fue una princesa francesa de nacimiento, y duquesa de Aosta por su primer matrimonio.

## Biografía
Elena de Orleans es la hija de Felipe de Orleans, conde de París y pretendiente orleanista al trono de Francia bajo el nombre de "Felipe VII", y de María Isabel de Orleans (1848-1919), infanta de España.
De joven, a punto estuvo de llegar al matrimonio con tres herederos al trono europeo. En 1890 con el príncipe Alberto Víctor, duque de Clarence y Avondale (1864-1892), nieto de la reina Victoria del Reino Unido e hijo mayor del futuro rey Eduardo VII, pero se vieron obligados a terminar su relación debido a la desaprobación de las partes involucradas. También con el futuro zar de Rusia, el zarévich Nicolás, aunque la relación no fue más allá de la amistad. Y el tercer candidato fue el príncipe de Nápoles, futuro rey Víctor Manuel III de Italia.

## Matrimonios y descendencia
El 25 de junio de 1895, la princesa se casó en la iglesia de San Rafael de Kingston-on-Thames con Manuel Filiberto, príncipe de Italia y segundo duque de Aosta (Génova, 13 de enero de 1869-Turín, 4 de julio de 1931. De ese matrimonio nacieron dos hijos:
- Amadeo (1898-1942), tercer duque de Aosta y virrey de Etiopía. Desposó en 1927 a su prima hermana, Ana Elena de Orleans, hija del pretendiente orleanista francés, Juan III de Orleans, duque de Guisa, el cuñado de su madre. Tuvieron dos hijas.
- Aimón (1900-1948), duque de Spoleto, luego cuarto duque de Aosta después de la muerte de su hermano. Proclamado rey del estado títere de Croacia el 18 de mayo de 1941 bajo el nombre de Tomislav II de Croacia, no pudo reinar y abdicó el 31 de julio de 1943, sin jamás haber puesto un pie en su nuevo país. El 1 de julio de 1939 desposó a la princesa Irene de Grecia (1904-1974), hija del rey Constantino I de Grecia; tuvieron un hijo.

Permaneció mucho tiempo con su marido en el Palacio de Capodimonte, en Nápoles, influyendo enormemente en la vida intelectual de la ciudad napolitana. Viuda, vivió siempre apartada en Capodimonte.
Una vez viuda, la princesa Elena se casó en segundas nupcias con el coronel Otto Campini (nacido Oddone Maria Campini) (1872-1951), en octubre de 1936, en el Palacio de Capodimonte.

## Obras
- Trois Voyages en Afrique. Obra ilustrada de 487 grabados (1913).
- Vie errante, Sensation d'Afrique (1921).
- Voyages en Afrique (1913).
- Vers le soleil qui se lève (1918), viaje hacia Extremo Oriente.

## Títulos y tratamientos
| ● 13 de junio de 1871-25 de junio de 1895: | Su alteza real la princesa Elena de Orleans |
| ● 25 de junio de 1895-4 de julio de 1931:  | Su alteza real la duquesa de Aoste          |
| ● 4 de julio de 1931-octubre de 1936:      | Su alteza real la duquesa viuda de Aoste    |
| ● octubre de 1936-21 de enero de 1951:     | Madame Campini                              |

## Distinciones honoríficas
- Dama de la Orden de las Damas Nobles de la Reina María Luisa ( Reino de España).
- Dama gran cruz de honor y devoción de la Soberana Orden de Malta.[2]
- Dama de primera clase de la Orden de la Cruz Estrellada ( Imperio austrohúngaro).[3][2]

## Ancestros
|  |                                                                |  |  |  |  |  |  |  |  |  |  |  |  |  |  |  |
|  | 16. Duque Luis Felipe II de Orleans                            |  |  |  |  |  |  |  |  |  |  |  |  |  |  |  |
|  |                                                                |  |  |  |  |  |  |  |  |  |  |  |  |  |  |  |
|  |                                                                |  |  |  |  |  |  |  |  |  |  |  |  |  |  |  |
|  | 8. Rey Luis Felipe I de Francia                                |  |  |  |  |  |  |  |  |  |  |  |  |  |  |  |
|  |                                                                |  |  |  |  |  |  |  |  |  |  |  |  |  |  |  |
|  |                                                                |  |  |  |  |  |  |  |  |  |  |  |  |  |  |  |
|  | 17. Princesa Luisa María Adelaida de Borbón                    |  |  |  |  |  |  |  |  |  |  |  |  |  |  |  |
|  |                                                                |  |  |  |  |  |  |  |  |  |  |  |  |  |  |  |
|  |                                                                |  |  |  |  |  |  |  |  |  |  |  |  |  |  |  |
|  | 4. Duque Fernando Felipe de Orleans                            |  |  |  |  |  |  |  |  |  |  |  |  |  |  |  |
|  |                                                                |  |  |  |  |  |  |  |  |  |  |  |  |  |  |  |
|  |                                                                |  |  |  |  |  |  |  |  |  |  |  |  |  |  |  |
|  | 18. Rey Fernando I de las Dos Sicilias                         |  |  |  |  |  |  |  |  |  |  |  |  |  |  |  |
|  |                                                                |  |  |  |  |  |  |  |  |  |  |  |  |  |  |  |
|  |                                                                |  |  |  |  |  |  |  |  |  |  |  |  |  |  |  |
|  | 9. Princesa María Amelia de Borbón-Dos Sicilias                |  |  |  |  |  |  |  |  |  |  |  |  |  |  |  |
|  |                                                                |  |  |  |  |  |  |  |  |  |  |  |  |  |  |  |
|  |                                                                |  |  |  |  |  |  |  |  |  |  |  |  |  |  |  |
|  | 19. Archiduquesa María Carolina de Austria                     |  |  |  |  |  |  |  |  |  |  |  |  |  |  |  |
|  |                                                                |  |  |  |  |  |  |  |  |  |  |  |  |  |  |  |
|  |                                                                |  |  |  |  |  |  |  |  |  |  |  |  |  |  |  |
|  | 2. Felipe de Orleans, conde de París                           |  |  |  |  |  |  |  |  |  |  |  |  |  |  |  |
|  |                                                                |  |  |  |  |  |  |  |  |  |  |  |  |  |  |  |
|  |                                                                |  |  |  |  |  |  |  |  |  |  |  |  |  |  |  |
|  | 20. Gran duque Federico Francisco I de Mecklemburgo-Schwerin   |  |  |  |  |  |  |  |  |  |  |  |  |  |  |  |
|  |                                                                |  |  |  |  |  |  |  |  |  |  |  |  |  |  |  |
|  |                                                                |  |  |  |  |  |  |  |  |  |  |  |  |  |  |  |
|  | 10. Gran duque heredero Federico Luis de Mecklemburgo-Schwerin |  |  |  |  |  |  |  |  |  |  |  |  |  |  |  |
|  |                                                                |  |  |  |  |  |  |  |  |  |  |  |  |  |  |  |
|  |                                                                |  |  |  |  |  |  |  |  |  |  |  |  |  |  |  |
|  | 21. Princesa Luisa de Sajonia-Gotha-Altemburgo                 |  |  |  |  |  |  |  |  |  |  |  |  |  |  |  |
|  |                                                                |  |  |  |  |  |  |  |  |  |  |  |  |  |  |  |
|  |                                                                |  |  |  |  |  |  |  |  |  |  |  |  |  |  |  |
|  | 5. Duquesa Elena de Mecklemburgo-Schwerin                      |  |  |  |  |  |  |  |  |  |  |  |  |  |  |  |
|  |                                                                |  |  |  |  |  |  |  |  |  |  |  |  |  |  |  |
|  |                                                                |  |  |  |  |  |  |  |  |  |  |  |  |  |  |  |
|  | 22. Gran duque Carlos Augusto de Sajonia-Weimar-Eisenach       |  |  |  |  |  |  |  |  |  |  |  |  |  |  |  |
|  |                                                                |  |  |  |  |  |  |  |  |  |  |  |  |  |  |  |
|  |                                                                |  |  |  |  |  |  |  |  |  |  |  |  |  |  |  |
|  | 11. Princesa Carolina Luisa de Sajonia-Weimar-Eisenach         |  |  |  |  |  |  |  |  |  |  |  |  |  |  |  |
|  |                                                                |  |  |  |  |  |  |  |  |  |  |  |  |  |  |  |
|  |                                                                |  |  |  |  |  |  |  |  |  |  |  |  |  |  |  |
|  | 23. Landgravina Luisa Augusta de Hesse-Darmstadt               |  |  |  |  |  |  |  |  |  |  |  |  |  |  |  |
|  |                                                                |  |  |  |  |  |  |  |  |  |  |  |  |  |  |  |
|  |                                                                |  |  |  |  |  |  |  |  |  |  |  |  |  |  |  |
|  | 1. Princesa Elena de Orleans                                   |  |  |  |  |  |  |  |  |  |  |  |  |  |  |  |
|  |                                                                |  |  |  |  |  |  |  |  |  |  |  |  |  |  |  |
|  |                                                                |  |  |  |  |  |  |  |  |  |  |  |  |  |  |  |
|  | 24. Duque Luis Felipe II de Orleans (= 16)                     |  |  |  |  |  |  |  |  |  |  |  |  |  |  |  |
|  |                                                                |  |  |  |  |  |  |  |  |  |  |  |  |  |  |  |
|  |                                                                |  |  |  |  |  |  |  |  |  |  |  |  |  |  |  |
|  | 12. Rey Luis Felipe I de Francia (= 8)                         |  |  |  |  |  |  |  |  |  |  |  |  |  |  |  |
|  |                                                                |  |  |  |  |  |  |  |  |  |  |  |  |  |  |  |
|  |                                                                |  |  |  |  |  |  |  |  |  |  |  |  |  |  |  |
|  | 25. Princesa Luisa María Adelaida de Borbón (= 17)             |  |  |  |  |  |  |  |  |  |  |  |  |  |  |  |
|  |                                                                |  |  |  |  |  |  |  |  |  |  |  |  |  |  |  |
|  |                                                                |  |  |  |  |  |  |  |  |  |  |  |  |  |  |  |
|  | 6. Príncipe Antonio de Orleans, duque de Montpensier           |  |  |  |  |  |  |  |  |  |  |  |  |  |  |  |
|  |                                                                |  |  |  |  |  |  |  |  |  |  |  |  |  |  |  |
|  |                                                                |  |  |  |  |  |  |  |  |  |  |  |  |  |  |  |
|  | 26. Rey Fernando I de las Dos Sicilias (= 18)                  |  |  |  |  |  |  |  |  |  |  |  |  |  |  |  |
|  |                                                                |  |  |  |  |  |  |  |  |  |  |  |  |  |  |  |
|  |                                                                |  |  |  |  |  |  |  |  |  |  |  |  |  |  |  |
|  | 13. María Amelia de Borbón-Dos Sicilias (= 9)                  |  |  |  |  |  |  |  |  |  |  |  |  |  |  |  |
|  |                                                                |  |  |  |  |  |  |  |  |  |  |  |  |  |  |  |
|  |                                                                |  |  |  |  |  |  |  |  |  |  |  |  |  |  |  |
|  | 27. Archiduquesa María Carolina de Austria (= 19)              |  |  |  |  |  |  |  |  |  |  |  |  |  |  |  |
|  |                                                                |  |  |  |  |  |  |  |  |  |  |  |  |  |  |  |
|  |                                                                |  |  |  |  |  |  |  |  |  |  |  |  |  |  |  |
|  | 3. Princesa María Isabel de Orleans                            |  |  |  |  |  |  |  |  |  |  |  |  |  |  |  |
|  |                                                                |  |  |  |  |  |  |  |  |  |  |  |  |  |  |  |
|  |                                                                |  |  |  |  |  |  |  |  |  |  |  |  |  |  |  |
|  | 28. Rey Carlos IV de España                                    |  |  |  |  |  |  |  |  |  |  |  |  |  |  |  |
|  |                                                                |  |  |  |  |  |  |  |  |  |  |  |  |  |  |  |
|  |                                                                |  |  |  |  |  |  |  |  |  |  |  |  |  |  |  |
|  | 14. Rey Fernando VII de España                                 |  |  |  |  |  |  |  |  |  |  |  |  |  |  |  |
|  |                                                                |  |  |  |  |  |  |  |  |  |  |  |  |  |  |  |
|  |                                                                |  |  |  |  |  |  |  |  |  |  |  |  |  |  |  |
|  | 29. Princesa María Luisa de Parma                              |  |  |  |  |  |  |  |  |  |  |  |  |  |  |  |
|  |                                                                |  |  |  |  |  |  |  |  |  |  |  |  |  |  |  |
|  |                                                                |  |  |  |  |  |  |  |  |  |  |  |  |  |  |  |
|  | 7. Infanta María Luisa Fernanda de España                      |  |  |  |  |  |  |  |  |  |  |  |  |  |  |  |
|  |                                                                |  |  |  |  |  |  |  |  |  |  |  |  |  |  |  |
|  |                                                                |  |  |  |  |  |  |  |  |  |  |  |  |  |  |  |
|  | 30. Rey Francisco I de las Dos Sicilias                        |  |  |  |  |  |  |  |  |  |  |  |  |  |  |  |
|  |                                                                |  |  |  |  |  |  |  |  |  |  |  |  |  |  |  |
|  |                                                                |  |  |  |  |  |  |  |  |  |  |  |  |  |  |  |
|  | 15. Princesa María Cristina de Borbón-Dos Sicilias             |  |  |  |  |  |  |  |  |  |  |  |  |  |  |  |
|  |                                                                |  |  |  |  |  |  |  |  |  |  |  |  |  |  |  |
|  |                                                                |  |  |  |  |  |  |  |  |  |  |  |  |  |  |  |
|  | 31. Infanta María Isabel de España                             |  |  |  |  |  |  |  |  |  |  |  |  |  |  |  |
|  |                                                                |  |  |  |  |  |  |  |  |  |  |  |  |  |  |  |
|  |                                                                |  |  |  |  |  |  |  |  |  |  |  |  |  |  |  |

| Predecesora: María Leticia Bonaparte | Duquesa consorte de Aosta 25 de junio de 1895-4 de julio de 1931 | Sucesora: Ana Elena de Orleans |